# Lorenzo Vignal Seelbach
Lorenzo Vignal Seelbach (* 1950 in Coyoacán) ist ein mexikanischer Diplomat.

## Leben
Bevor er in den auswärtigen Dienst trat, war er bei der Bancomext beschäftigt. Seelbach ist Mitgründer und CFO einer Agentur für Öffentlichkeitsarbeit im Barrio Santa Catarina, México.

## Veröffentlichung
- La confrontación sino vietnamita, 1957 1979, 24. August 1983

| Vorgänger                         | Amt                                                                      | Nachfolger                   |
| --------------------------------- | ------------------------------------------------------------------------ | ---------------------------- |
| Eusebio Antonio de Icaza González | mexikanischer Botschafter in Caracas 14. März 1994 bis 31. Dezember 1994 | Jesús Puente Leyva           |
| José Gabriel Newman Valenzuela    | mexikanischer Botschafter in Warschau 6. Mai 1998 bis 20. Februar 2001   | Francisco José Cruz González |